# Siete Lagos de San Pablo
Siete Lagos de San Pablo (en filipino: Pitong Lawa ng San Pablo) son siete lagos de cráteres esparcidos por la ciudad de San Pablo, en la provincia de Laguna, al norte del país asiático de Filipinas.
Los siete lagos de la ciudad son:
- El lago Bunot.
- El lagi Calibato, a veces escrito como el lago Kalibato.
- Los lagos gemelos de Yambo y Pandin.
- El lago Palakpakin, a veces escrito como el lago Palacpaquin o Palacpaquen.
- El lago Muhikap, también conocido como el lago Mojicap o lago Mohicap.

El lago Sampaloc, también escrito como el lago Sampalok, el más grande de los siete lagos.